# II liga argentyńska w piłce nożnej (2008/2009)
Primera B Nacional 2008/2009
Mistrzem drugiej ligi argentyńskiej został klub Atlético Tucumán, natomiast wicemistrzem - klub Chacarita Juniors.
Drugą ligę argentyńską po sezonie 2008/09 opuściły następujące kluby
| Klub                   | Przyczyna                                            |
| ---------------------- | ---------------------------------------------------- |
| Atlético Tucumán       | Awans do I ligi (mistrz II ligi)                     |
| Chacarita Juniors      | Awans do I ligi (wicemistrz II ligi)                 |
| Los Andes Buenos Aires | Spadek do III ligi (przegrany baraż)                 |
| Almagro Buenos Aires   | Spadek do III ligi (przedostatni w tabeli spadkowej) |
| Talleres Córdoba       | Spadek do III ligi (ostatni w tabeli spadkowej)      |

Do drugiej ligi argentyńskiej po sezonie 2008/09 przybyły następujące kluby
| Klub                           | Przyczyna                                         |
| ------------------------------ | ------------------------------------------------- |
| San Martín Tucumán             | Spadek z I ligi (przedostatni w tabeli spadkowej) |
| Gimnasia y Esgrima Jujuy       | Spadek z I ligi (ostatni w tabeli spadkowej)      |
| Sportivo Italiano Buenos Aires | Awans z III ligi (mistrz Primera C Metropolitana) |
| Boca Unidos Corrientes         | Awans z III ligi (mistrz Torneo Argentino A)      |
| Merlo Buenos Aires             | Awans z III ligi (zwycięski baraż)                |

## Primera B Nacional

### Kolejka 1
| Data             | Mecz                                                         |
| ---------------- | ------------------------------------------------------------ |
| 7 sierpnia 2008  | Unión Santa Fe - Belgrano Córdoba 0:1                        |
| 8 sierpnia 2008  | Atlético Rafaela - Chacarita Juniors 2:0                     |
| 9 sierpnia 2008  | Tiro Federal Rosario - Independiente Rivadavia Mendoza 1:1   |
| 9 sierpnia 2008  | CA All Boys - Instituto Córdoba 1:2                          |
| 9 sierpnia 2008  | Defensa y Justicia Buenos Aires - Los Andes Buenos Aires 2:0 |
| 9 sierpnia 2008  | Almagro Buenos Aires - CAI Comodoro Rivadavia 1:1            |
| 9 sierpnia 2008  | CA Platense - CA Argentino de Quilmes 0:0                    |
| 9 sierpnia 2008  | Olimpo Bahía Blanca - Ferro Carril Oeste 0:0                 |
| 9 sierpnia 2008  | Talleres Córdoba - Aldosivi Mar del Plata 0:2                |
| 10 sierpnia 2008 | San Martín San Juan - Atlético Tucumán 1:0                   |

### Kolejka 2
| Data             | Mecz                                                                  |
| ---------------- | --------------------------------------------------------------------- |
| 15 sierpnia 2008 | Chacarita Juniors - Tiro Federal Rosario 4:0                          |
| 16 sierpnia 2008 | Los Andes Buenos Aires - CA All Boys 0:0                              |
| 16 sierpnia 2008 | CA Argentino de Quilmes - San Martín San Juan 0:0                     |
| 16 sierpnia 2008 | Aldosivi Mar del Plata - Olimpo Bahía Blanca 1:0                      |
| 16 sierpnia 2008 | Instituto Córdoba - Belgrano Córdoba 0:1                              |
| 16 sierpnia 2008 | Ferro Carril Oeste - CA Platense 2:1                                  |
| 17 sierpnia 2008 | CAI Comodoro Rivadavia - Atlético Rafaela 1:1                         |
| 17 sierpnia 2008 | Talleres Córdoba - Unión Santa Fe 2:1                                 |
| 17 sierpnia 2008 | Independiente Rivadavia Mendoza - Defensa y Justicia Buenos Aires 3:3 |
| 17 sierpnia 2008 | Atlético Tucumán - Almagro Buenos Aires 3:1                           |

### Kolejka 3
| Data             | Mecz                                                    |
| ---------------- | ------------------------------------------------------- |
| 23 sierpnia 2008 | Belgrano Córdoba - Los Andes Buenos Aires 4:0           |
| 23 sierpnia 2008 | Almagro Buenos Aires - CA Argentino de Quilmes 1:1      |
| 23 sierpnia 2008 | CA Platense - Aldosivi Mar del Plata 1:1                |
| 23 sierpnia 2008 | Defensa y Justicia Buenos Aires - Chacarita Juniors 0:0 |
| 23 sierpnia 2008 | Tiro Federal Rosario - CAI Comodoro Rivadavia 1:0       |
| 23 sierpnia 2008 | CA All Boys - Independiente Rivadavia Mendoza 1:1       |
| 23 sierpnia 2008 | Atlético Rafaela - Atlético Tucumán 2:0                 |
| 24 sierpnia 2008 | Unión Santa Fe - Instituto Córdoba 1:1                  |
| 24 sierpnia 2008 | San Martín San Juan - Ferro Carril Oeste 3:0            |
| 25 sierpnia 2008 | Olimpo Bahía Blanca - Talleres Córdoba 0:2              |

### Kolejka 4
| Data             | Mecz                                                         |
| ---------------- | ------------------------------------------------------------ |
| 28 sierpnia 2008 | Atlético Tucumán - Tiro Federal Rosario 2:1                  |
| 29 sierpnia 2008 | Chacarita Juniors - CA All Boys 2:1                          |
| 30 sierpnia 2008 | Olimpo Bahía Blanca - Unión Santa Fe 0:3                     |
| 30 sierpnia 2008 | Ferro Carril Oeste - Almagro Buenos Aires 1:0                |
| 30 sierpnia 2008 | Los Andes Buenos Aires - Instituto Córdoba 2:4               |
| 30 sierpnia 2008 | CA Argentino de Quilmes - Atlético Rafaela 1:2               |
| 30 sierpnia 2008 | Aldosivi Mar del Plata - San Martín San Juan 1:0             |
| 31 sierpnia 2008 | Talleres Córdoba - CA Platense 2:2                           |
| 31 sierpnia 2008 | CAI Comodoro Rivadavia - Defensa y Justicia Buenos Aires 0:1 |
| 1 września 2008  | Independiente Rivadavia Mendoza - Belgrano Córdoba 0:0       |

### Kolejka 5
| Data            | Mecz                                                    |
| --------------- | ------------------------------------------------------- |
| 4 września 2008 | Unión Santa Fe - Los Andes Buenos Aires 3:2             |
| 5 września 2008 | Almagro Buenos Aires - Aldosivi Mar del Plata 0:1       |
| 5 września 2008 | Atlético Rafaela - Ferro Carril Oeste 1:0               |
| 7 września 2008 | CA All Boys - CAI Comodoro Rivadavia 1:1                |
| 7 września 2008 | Defensa y Justicia Buenos Aires - Atlético Tucumán 1:0  |
| 7 września 2008 | CA Platense - Olimpo Bahía Blanca 1:2                   |
| 7 września 2008 | Instituto Córdoba - Independiente Rivadavia Mendoza 3:2 |
| 7 września 2008 | Tiro Federal Rosario - CA Argentino de Quilmes 1:0      |
| 7 września 2008 | San Martín San Juan - Talleres Córdoba 1:1              |
| 8 września 2008 | Belgrano Córdoba - Chacarita Juniors 0:1                |

### Kolejka 6
| Data             | Mecz                                                          |
| ---------------- | ------------------------------------------------------------- |
| 11 września 2008 | Independiente Rivadavia Mendoza - Los Andes Buenos Aires 1:0  |
| 13 2008          | CA Platense - Unión Santa Fe 1:2                              |
| 13 2008          | Olimpo Bahía Blanca - San Martín San Juan 1:0                 |
| 13 2008          | Ferro Carril Oeste - Tiro Federal Rosario 2:0                 |
| 13 2008          | CA Argentino de Quilmes - Defensa y Justicia Buenos Aires 2:1 |
| 13 2008          | Atlético Tucumán - CA All Boys 0:0                            |
| 13 2008          | Aldosivi Mar del Plata - Atlético Rafaela 0:1                 |
| 14 września 2008 | Chacarita Juniors - Instituto Córdoba 2:1                     |
| 14 września 2008 | CAI Comodoro Rivadavia - Belgrano Córdoba 0:0                 |
| 15 września 2008 | Talleres Córdoba - Almagro Buenos Aires 3:2                   |

### Kolejka 7
| Data             | Mecz                                                     |
| ---------------- | -------------------------------------------------------- |
| 18 września 2008 | Los Andes Buenos Aires - Chacarita Juniors 1:3           |
| 19 września 2008 | Unión Santa Fe - Independiente Rivadavia Mendoza 1:0     |
| 20 września 2008 | Belgrano Córdoba - Atlético Tucumán 0:2                  |
| 20 września 2008 | CA All Boys - CA Argentino de Quilmes 1:2                |
| 20 września 2008 | Defensa y Justicia Buenos Aires - Ferro Carril Oeste 3:2 |
| 20 września 2008 | Tiro Federal Rosario - Aldosivi Mar del Plata 2:3        |
| 20 września 2008 | Almagro Buenos Aires - Olimpo Bahía Blanca 0:1           |
| 21 września 2008 | Instituto Córdoba - CAI Comodoro Rivadavia 0:2           |
| 21 września 2008 | San Martín San Juan - CA Platense 2:1                    |
| 22 września 2008 | Atlético Rafaela - Talleres Córdoba 0:2                  |

### Kolejka 8
| Data             | Mecz                                                         |
| ---------------- | ------------------------------------------------------------ |
| 25 września 2008 | Aldosivi Mar del Plata - Defensa y Justicia Buenos Aires 0:0 |
| 26 września 2008 | San Martín San Juan - Unión Santa Fe 1:0                     |
| 27 września 2008 | CA Platense - Almagro Buenos Aires 2:1                       |
| 27 września 2008 | Olimpo Bahía Blanca - Atlético Rafaela 3:1                   |
| 27 września 2008 | CA Argentino de Quilmes - Belgrano Córdoba 0:2               |
| 27 września 2008 | Chacarita Juniors - Independiente Rivadavia Mendoza 0:0      |
| 28 września 2008 | Talleres Córdoba - Tiro Federal Rosario 3:3                  |
| 28 września 2008 | Atlético Tucumán - Instituto Córdoba 2:2                     |
| 28 września 2008 | CAI Comodoro Rivadavia - Los Andes Buenos Aires 3:0          |
| 29 września 2008 | Ferro Carril Oeste - CA All Boys 2:3                         |

### Kolejka 9
| Data                | Mecz                                                         |
| ------------------- | ------------------------------------------------------------ |
| 2 października 2008 | Instituto Córdoba - CA Argentino de Quilmes 0:1              |
| 4 października 2008 | Unión Santa Fe - Chacarita Juniors 2:2                       |
| 4 października 2008 | Los Andes Buenos Aires - Atlético Tucumán 1:1                |
| 4 października 2008 | Belgrano Córdoba - Ferro Carril Oeste 1:0                    |
| 4 października 2008 | CA All Boys - Aldosivi Mar del Plata 0:1                     |
| 4 października 2008 | Defensa y Justicia Buenos Aires - Talleres Córdoba 2:2       |
| 4 października 2008 | Tiro Federal Rosario - Olimpo Bahía Blanca 2:3               |
| 4 października 2008 | Almagro Buenos Aires - San Martín San Juan 0:2               |
| 5 października 2008 | Independiente Rivadavia Mendoza - CAI Comodoro Rivadavia 1:0 |
| 6 października 2008 | Atlético Rafaela - CA Platense 2:0                           |

### Kolejka 10
| Data                 | Mecz                                                      |
| -------------------- | --------------------------------------------------------- |
| 9 października 2008  | Talleres Córdoba - CA All Boys 1:0                        |
| 10 października 2008 | CA Argentino de Quilmes - Los Andes Buenos Aires 1:0      |
| 12 października 2008 | Almagro Buenos Aires - Unión Santa Fe 3:1                 |
| 12 października 2008 | CA Platense - Tiro Federal Rosario 0:1                    |
| 12 października 2008 | Olimpo Bahía Blanca - Defensa y Justicia Buenos Aires 5:2 |
| 12 października 2008 | Aldosivi Mar del Plata - Belgrano Córdoba 1:1             |
| 12 października 2008 | Ferro Carril Oeste - Instituto Córdoba 1:1                |
| 12 października 2008 | Atlético Tucumán - Independiente Rivadavia Mendoza 1:1    |
| 12 października 2008 | CAI Comodoro Rivadavia - Chacarita Juniors 0:0            |
| 13 października 2008 | San Martín San Juan - Atlético Rafaela 2:0                |

### Kolejka 11
| Data                 | Mecz                                                          |
| -------------------- | ------------------------------------------------------------- |
| 16 października 2008 | Independiente Rivadavia Mendoza - CA Argentino de Quilmes 2:1 |
| 17 października 2008 | Instituto Córdoba - Aldosivi Mar del Plata 2:0                |
| 18 października 2008 | Los Andes Buenos Aires - Ferro Carril Oeste 3:2               |
| 18 października 2008 | Belgrano Córdoba - Talleres Córdoba 1:1                       |
| 18 października 2008 | CA All Boys - Olimpo Bahía Blanca 1:1                         |
| 18 października 2008 | Defensa y Justicia Buenos Aires - CA Platense 3:0             |
| 18 października 2008 | Tiro Federal Rosario - San Martín San Juan 2:2                |
| 19 października 2008 | Unión Santa Fe - CAI Comodoro Rivadavia 1:0                   |
| 19 października 2008 | Atlético Rafaela - Almagro Buenos Aires 0:0                   |
| 20 października 2008 | Chacarita Juniors - Atlético Tucumán 1:1                      |

### Kolejka 12
| Data                 | Mecz                                                      |
| -------------------- | --------------------------------------------------------- |
| 23 października 2008 | Aldosivi Mar del Plata - Los Andes Buenos Aires 0:2       |
| 24 października 2008 | San Martín San Juan - Defensa y Justicia Buenos Aires 0:0 |
| 25 października 2008 | Almagro Buenos Aires - Tiro Federal Rosario 1:1           |
| 25 października 2008 | CA Platense - CA All Boys 0:1                             |
| 25 października 2008 | Olimpo Bahía Blanca - Belgrano Córdoba 0:0                |
| 25 października 2008 | Ferro Carril Oeste - Independiente Rivadavia Mendoza 1:0  |
| 25 października 2008 | CA Argentino de Quilmes - Chacarita Juniors 1:1           |
| 26 października 2008 | Atlético Tucumán - CAI Comodoro Rivadavia 2:3             |
| 27 października 2008 | Atlético Rafaela - Unión Santa Fe 1:2                     |
| 18 listopada 2008    | Talleres Córdoba - Instituto Córdoba 0:2                  |

### Kolejka 13
| Data                 | Mecz                                                         |
| -------------------- | ------------------------------------------------------------ |
| 31 października 2008 | Los Andes Buenos Aires - Talleres Córdoba 1:2                |
| 31 października 2008 | CA All Boys - San Martín San Juan 0:2                        |
| 1 listopada 2008     | Chacarita Juniors - Ferro Carril Oeste 2:4                   |
| 1 listopada 2008     | Independiente Rivadavia Mendoza - Aldosivi Mar del Plata 2:0 |
| 1 listopada 2008     | Instituto Córdoba - Olimpo Bahía Blanca 2:1                  |
| 1 listopada 2008     | Defensa y Justicia Buenos Aires - Almagro Buenos Aires 3:2   |
| 1 listopada 2008     | Tiro Federal Rosario - Atlético Rafaela 1:2                  |
| 2 listopada 2008     | Unión Santa Fe - Atlético Tucumán 2:3                        |
| 2 listopada 2008     | CAI Comodoro Rivadavia - CA Argentino de Quilmes 2:3         |
| 3 listopada 2008     | Belgrano Córdoba - CA Platense 2:1                           |

### Kolejka 14
| Data              | Mecz                                                   |
| ----------------- | ------------------------------------------------------ |
| 6 listopada 2008  | Atlético Rafaela - Defensa y Justicia Buenos Aires 3:2 |
| 7 listopada 2008  | Aldosivi Mar del Plata - Chacarita Juniors 0:0         |
| 8 listopada 2008  | Tiro Federal Rosario - Unión Santa Fe 3:1              |
| 8 listopada 2008  | Almagro Buenos Aires - CA All Boys 1:2                 |
| 8 listopada 2008  | CA Platense - Instituto Córdoba 0:2                    |
| 8 listopada 2008  | Olimpo Bahía Blanca - Los Andes Buenos Aires 1:1       |
| 8 listopada 2008  | Talleres Córdoba - Independiente Rivadavia Mendoza 3:2 |
| 8 listopada 2008  | CA Argentino de Quilmes - Atlético Tucumán 1:2         |
| 9 listopada 2008  | San Martín San Juan - Belgrano Córdoba 0:1             |
| 10 listopada 2008 | Ferro Carril Oeste - CAI Comodoro Rivadavia 1:1        |

### Kolejka 15
| Data              | Mecz                                                       |
| ----------------- | ---------------------------------------------------------- |
| 13 listopada 2008 | Chacarita Juniors - Talleres Córdoba 3:2                   |
| 14 listopada 2008 | Independiente Rivadavia Mendoza - Olimpo Bahía Blanca 1:0  |
| 14 listopada 2008 | Instituto Córdoba - San Martín San Juan 2:2                |
| 15 listopada 2008 | CAI Comodoro Rivadavia - Aldosivi Mar del Plata 2:0        |
| 15 listopada 2008 | Los Andes Buenos Aires - CA Platense 1:0                   |
| 15 listopada 2008 | Belgrano Córdoba - Almagro Buenos Aires 1:0                |
| 15 listopada 2008 | CA All Boys - Atlético Rafaela 0:0                         |
| 15 listopada 2008 | Defensa y Justicia Buenos Aires - Tiro Federal Rosario 1:1 |
| 16 listopada 2008 | Atlético Tucumán - Ferro Carril Oeste 2:1                  |
| 17 listopada 2008 | Unión Santa Fe - CA Argentino de Quilmes 0:0               |

### Kolejka 16
| Data              | Mecz                                                 |
| ----------------- | ---------------------------------------------------- |
| 20 listopada 2008 | Olimpo Bahía Blanca - Chacarita Juniors 0:2          |
| 21 listopada 2008 | Atlético Rafaela - Belgrano Córdoba 3:0              |
| 21 listopada 2008 | San Martín San Juan - Los Andes Buenos Aires 2:2     |
| 22 listopada 2008 | Defensa y Justicia Buenos Aires - Unión Santa Fe 2:2 |
| 22 listopada 2008 | CA Platense - Independiente Rivadavia Mendoza 2:1    |
| 22 listopada 2008 | Ferro Carril Oeste - CA Argentino de Quilmes 0:4     |
| 23 listopada 2008 | Tiro Federal Rosario - CA All Boys 2:2               |
| 23 listopada 2008 | Talleres Córdoba - CAI Comodoro Rivadavia 1:0        |
| 24 listopada 2008 | Almagro Buenos Aires - Instituto Córdoba 3:2         |
| 24 listopada 2008 | Aldosivi Mar del Plata - Atlético Tucumán 1:1        |

### Kolejka 17
| Data              | Mecz                                                      |
| ----------------- | --------------------------------------------------------- |
| 27 listopada 2008 | Belgrano Córdoba - Tiro Federal Rosario 0:2               |
| 28 listopada 2008 | Unión Santa Fe - Ferro Carril Oeste 3:0                   |
| 28 listopada 2008 | Independiente Rivadavia Mendoza - San Martín San Juan 2:1 |
| 29 listopada 2008 | CA Argentino de Quilmes - Aldosivi Mar del Plata 0:0      |
| 29 listopada 2008 | CAI Comodoro Rivadavia - Olimpo Bahía Blanca 0:2          |
| 29 listopada 2008 | Chacarita Juniors - CA Platense 2:0                       |
| 29 listopada 2008 | Los Andes Buenos Aires - Almagro Buenos Aires 2:2         |
| 29 listopada 2008 | Instituto Córdoba - Atlético Rafaela 2:0                  |
| 29 listopada 2008 | CA All Boys - Defensa y Justicia Buenos Aires 1:1         |
| 1 grudnia 2008    | Atlético Tucumán - Talleres Córdoba 3:0                   |

### Kolejka 18
| Data           | Mecz                                                       |
| -------------- | ---------------------------------------------------------- |
| 4 grudnia 2008 | Atlético Rafaela - Los Andes Buenos Aires 3:3              |
| 6 grudnia 2008 | Defensa y Justicia Buenos Aires - Belgrano Córdoba 1:3     |
| 6 grudnia 2008 | CA All Boys - Unión Santa Fe 3:1                           |
| 6 grudnia 2008 | Olimpo Bahía Blanca - Atlético Tucumán 0:0                 |
| 6 grudnia 2008 | Aldosivi Mar del Plata - Ferro Carril Oeste 1:0            |
| 6 grudnia 2008 | Tiro Federal Rosario - Instituto Córdoba 2:0               |
| 6 grudnia 2008 | CA Platense - CAI Comodoro Rivadavia 1:1                   |
| 6 grudnia 2008 | Almagro Buenos Aires - Independiente Rivadavia Mendoza 3:0 |
| 7 grudnia 2008 | San Martín San Juan - Chacarita Juniors 1:3                |
| 8 grudnia 2008 | Talleres Córdoba - CA Argentino de Quilmes 3:0             |

### Kolejka 19
| Data            | Mecz                                                    |
| --------------- | ------------------------------------------------------- |
| 11 grudnia 2008 | Independiente Rivadavia Mendoza - Atlético Rafaela 2:0  |
| 12 grudnia 2008 | Chacarita Juniors - Almagro Buenos Aires 4:0            |
| 12 grudnia 2008 | Unión Santa Fe - Aldosivi Mar del Plata 0:1             |
| 12 grudnia 2008 | Instituto Córdoba - Defensa y Justicia Buenos Aires 2:1 |
| 12 grudnia 2008 | Atlético Tucumán - CA Platense 3:0                      |
| 13 grudnia 2008 | Ferro Carril Oeste - Talleres Córdoba 3:1               |
| 13 grudnia 2008 | CA Argentino de Quilmes - Olimpo Bahía Blanca 2:0       |
| 13 grudnia 2008 | Los Andes Buenos Aires - Tiro Federal Rosario 1:1       |
| 13 grudnia 2008 | Belgrano Córdoba - CA All Boys 0:1                      |
| 14 grudnia 2008 | CAI Comodoro Rivadavia - San Martín San Juan 1:1        |

### Kolejka 20
| Data           | Mecz                                                                                                 |
| -------------- | --- |
| 12 lutego 2009 | Atlético Tucumán - San Martín San Juan 3:1                                                           |
| 13 lutego 2009 | Instituto Córdoba - CA All Boys 1:2                                                                  |
| 13 lutego 2009 | Los Andes Buenos Aires - Defensa y Justicia Buenos Aires 3:2                                         |
| 13 lutego 2009 | Independiente Rivadavia Mendoza - Tiro Federal Rosario 0:0                                           |
| 13 lutego 2009 | Chacarita Juniors - Atlético Rafaela 3:0 mecz rozegrany został na stadionie klubu Ferro Carril Oeste |
| 14 lutego 2009 | Belgrano Córdoba - Unión Santa Fe 0:0                                                                |
| 14 lutego 2009 | CA Argentino de Quilmes - CA Platense 1:0                                                            |
| 14 lutego 2009 | Ferro Carril Oeste - Olimpo Bahía Blanca 2:0                                                         |
| 15 lutego 2009 | CAI Comodoro Rivadavia - Almagro Buenos Aires 0:0                                                    |
| 16 lutego 2009 | Aldosivi Mar del Plata - Talleres Córdoba 2:1                                                        |

### Kolejka 21
| Data           | Mecz                                                                  |
| -------------- | --------------------------------------------------------------------- |
| 19 lutego 2009 | CA All Boys - Los Andes Buenos Aires 3:1                              |
| 21 lutego 2009 | Olimpo Bahía Blanca - Aldosivi Mar del Plata 0:2                      |
| 21 lutego 2009 | Almagro Buenos Aires - Atlético Tucumán 2:1                           |
| 21 lutego 2009 | Tiro Federal Rosario - Chacarita Juniors 2:2                          |
| 21 lutego 2009 | Defensa y Justicia Buenos Aires - Independiente Rivadavia Mendoza 3:0 |
| 21 lutego 2009 | Belgrano Córdoba - Instituto Córdoba 1:0                              |
| 22 lutego 2009 | Unión Santa Fe - Talleres Córdoba 3:0                                 |
| 23 lutego 2009 | CA Platense - Ferro Carril Oeste 2:2                                  |
| 23 lutego 2009 | San Martín San Juan - CA Argentino de Quilmes 2:0                     |
| 24 marca 2009  | Atlético Rafaela - CAI Comodoro Rivadavia 2:1                         |

### Kolejka 22
| Data           | Mecz |
| -------------- | --- |
| 26 lutego 2009 | Atlético Tucumán - Atlético Rafaela 0:0                                                                             |
| 27 lutego 2009 | Instituto Córdoba - Unión Santa Fe 2:0                                                                              |
| 27 lutego 2009 | Independiente Rivadavia Mendoza - CA All Boys 3:2                                                                   |
| 27 lutego 2009 | Chacarita Juniors - Defensa y Justicia Buenos Aires 1:1 mecz rozegrany został na stadionie klubu Ferro Carril Oeste |
| 28 lutego 2009 | Los Andes Buenos Aires - Belgrano Córdoba 2:2                                                                       |
| 28 lutego 2009 | CA Argentino de Quilmes - Almagro Buenos Aires 1:1                                                                  |
| 28 lutego 2009 | Ferro Carril Oeste - San Martín San Juan 2:1                                                                        |
| 28 lutego 2009 | Aldosivi Mar del Plata - CA Platense 1:0                                                                            |
| 1 marca 2009   | CAI Comodoro Rivadavia - Tiro Federal Rosario 1:1                                                                   |
| 2 marca 2009   | Talleres Córdoba - Olimpo Bahía Blanca 3:2                                                                          |

### Kolejka 23
| Data         | Mecz                                                         |
| ------------ | ------------------------------------------------------------ |
| 2 marca 2009 | Unión Santa Fe - Olimpo Bahía Blanca 2:1                     |
| 2 marca 2009 | CA Platense - Talleres Córdoba 0:0                           |
| 2 marca 2009 | San Martín San Juan - Aldosivi Mar del Plata 1:2             |
| 2 marca 2009 | Almagro Buenos Aires - Ferro Carril Oeste 1:1                |
| 2 marca 2009 | Atlético Rafaela - CA Argentino de Quilmes 3:1               |
| 2 marca 2009 | Tiro Federal Rosario - Atlético Tucumán 1:1                  |
| 2 marca 2009 | Defensa y Justicia Buenos Aires - CAI Comodoro Rivadavia 2:1 |
| 2 marca 2009 | CA All Boys - Chacarita Juniors 2:3                          |
| 2 marca 2009 | Belgrano Córdoba - Independiente Rivadavia Mendoza 0:3       |
| 2 marca 2009 | Instituto Córdoba - Los Andes Buenos Aires 3:1               |

### Kolejka 24
| Data          | Mecz                                                                                                 |
| ------------- | --- |
| 12 marca 2009 | Atlético Tucumán - Defensa y Justicia Buenos Aires 1:1                                               |
| 13 marca 2009 | Independiente Rivadavia Mendoza - Instituto Córdoba 0:1                                              |
| 13 marca 2009 | Chacarita Juniors - Belgrano Córdoba 1:1 mecz rozegrany został na stadionie klubu Ferro Carril Oeste |
| 14 marca 2009 | CAI Comodoro Rivadavia - CA All Boys 3:1                                                             |
| 14 marca 2009 | CA Argentino de Quilmes - Tiro Federal Rosario 1:0                                                   |
| 14 marca 2009 | Ferro Carril Oeste - Atlético Rafaela 5:0                                                            |
| 14 marca 2009 | Aldosivi Mar del Plata - Almagro Buenos Aires 5:0                                                    |
| 14 marca 2009 | Olimpo Bahía Blanca - CA Platense 2:2                                                                |
| 15 marca 2009 | Los Andes Buenos Aires - Unión Santa Fe 2:1                                                          |
| 15 marca 2009 | Talleres Córdoba - San Martín San Juan 1:2                                                           |

### Kolejka 25
| Data          | Mecz                                                          |
| ------------- | ------------------------------------------------------------- |
| 19 marca 2009 | Instituto Córdoba - Chacarita Juniors 1:0                     |
| 20 marca 2009 | Atlético Rafaela - Aldosivi Mar del Plata 0:0                 |
| 20 marca 2009 | Tiro Federal Rosario - Ferro Carril Oeste 0:1                 |
| 20 marca 2009 | Belgrano Córdoba - CAI Comodoro Rivadavia 1:0                 |
| 21 marca 2009 | Unión Santa Fe - CA Platense 2:1                              |
| 21 marca 2009 | Defensa y Justicia Buenos Aires - CA Argentino de Quilmes 0:0 |
| 21 marca 2009 | CA All Boys - Atlético Tucumán 0:1                            |
| 21 marca 2009 | Los Andes Buenos Aires - Independiente Rivadavia Mendoza 1:1  |
| 22 marca 2009 | San Martín San Juan - Olimpo Bahía Blanca 5:1                 |
| 23 marca 2009 | Almagro Buenos Aires - Talleres Córdoba 2:1                   |

### Kolejka 26
| Data          | Mecz                                                     |
| ------------- | -------------------------------------------------------- |
| 26 marca 2009 | Aldosivi Mar del Plata - Tiro Federal Rosario 0:2        |
| 27 marca 2009 | Independiente Rivadavia Mendoza - Unión Santa Fe 2:0     |
| 27 marca 2009 | Chacarita Juniors - Los Andes Buenos Aires 1:0           |
| 29 marca 2009 | CAI Comodoro Rivadavia - Instituto Córdoba 2:0           |
| 29 marca 2009 | CA Argentino de Quilmes - CA All Boys 2:0                |
| 29 marca 2009 | Ferro Carril Oeste - Defensa y Justicia Buenos Aires 0:0 |
| 29 marca 2009 | Talleres Córdoba - Atlético Rafaela 0:1                  |
| 29 marca 2009 | Olimpo Bahía Blanca - Almagro Buenos Aires 1:1           |
| 29 marca 2009 | CA Platense - San Martín San Juan 1:0                    |
| 30 marca 2009 | Atlético Tucumán - Belgrano Córdoba 3:1                  |

### Kolejka 27
| Data            | Mecz                                                         |
| --------------- | ------------------------------------------------------------ |
| 4 kwietnia 2009 | Los Andes Buenos Aires - CAI Comodoro Rivadavia 4:0          |
| 4 kwietnia 2009 | Defensa y Justicia Buenos Aires - Aldosivi Mar del Plata 3:1 |
| 4 kwietnia 2009 | CA All Boys - Ferro Carril Oeste 1:0                         |
| 4 kwietnia 2009 | Atlético Rafaela - Olimpo Bahía Blanca 5:0                   |
| 4 kwietnia 2009 | Tiro Federal Rosario - Talleres Córdoba 1:4                  |
| 4 kwietnia 2009 | Belgrano Córdoba - CA Argentino de Quilmes 2:0               |
| 5 kwietnia 2009 | Unión Santa Fe - San Martín San Juan 2:2                     |
| 5 kwietnia 2009 | Instituto Córdoba - Atlético Tucumán 0:2                     |
| 6 kwietnia 2009 | Almagro Buenos Aires - CA Platense 2:2                       |
| 6 kwietnia 2009 | Independiente Rivadavia Mendoza - Chacarita Juniors 0:1      |

### Kolejka 28
| Data             | Mecz                                                         |
| ---------------- | ------------------------------------------------------------ |
| 9 kwietnia 2009  | Aldosivi Mar del Plata - CA All Boys 1:0                     |
| 11 kwietnia 2009 | CAI Comodoro Rivadavia - Independiente Rivadavia Mendoza 4:1 |
| 11 kwietnia 2009 | CA Argentino de Quilmes - Instituto Córdoba 2:4              |
| 11 kwietnia 2009 | Ferro Carril Oeste - Belgrano Córdoba 1:2                    |
| 11 kwietnia 2009 | Talleres Córdoba - Defensa y Justicia Buenos Aires 2:1       |
| 11 kwietnia 2009 | Olimpo Bahía Blanca - Tiro Federal Rosario 2:2               |
| 11 kwietnia 2009 | CA Platense - Atlético Rafaela 1:1                           |
| 12 kwietnia 2009 | Atlético Tucumán - Los Andes Buenos Aires 1:0                |
| 12 kwietnia 2009 | San Martín San Juan - Almagro Buenos Aires 1:1               |
| 13 kwietnia 2009 | Chacarita Juniors - Unión Santa Fe 4:2                       |

### Kolejka 29
| Data             | Mecz |
| ---------------- | --- |
| 16 kwietnia 2009 | Instituto Córdoba - Ferro Carril Oeste 2:1                                                                        |
| 18 kwietnia 2009 | Defensa y Justicia Buenos Aires - Olimpo Bahía Blanca 1:1                                                         |
| 18 kwietnia 2009 | Los Andes Buenos Aires - CA Argentino de Quilmes 3:0                                                              |
| 18 kwietnia 2009 | Chacarita Juniors - CAI Comodoro Rivadavia 3:0 mecz rozegrany został na stadionie klubu Racing Club de Avellaneda |
| 18 kwietnia 2009 | Tiro Federal Rosario - CA Platense 1:1                                                                            |
| 18 kwietnia 2009 | CA All Boys - Talleres Córdoba 1:1                                                                                |
| 18 kwietnia 2009 | Belgrano Córdoba - Aldosivi Mar del Plata 1:0                                                                     |
| 19 kwietnia 2009 | Unión Santa Fe - Almagro Buenos Aires 1:0                                                                         |
| 19 kwietnia 2009 | Atlético Rafaela - San Martín San Juan 0:0                                                                        |
| 20 kwietnia 2009 | Independiente Rivadavia Mendoza - Atlético Tucumán 1:1                                                            |

### Kolejka 30
| Data             | Mecz                                                          |
| ---------------- | ------------------------------------------------------------- |
| 23 kwietnia 2009 | Aldosivi Mar del Plata - Instituto Córdoba 1:1                |
| 25 kwietnia 2009 | CAI Comodoro Rivadavia - Unión Santa Fe 3:0                   |
| 25 kwietnia 2009 | Atlético Tucumán - Chacarita Juniors 1:0                      |
| 25 kwietnia 2009 | CA Argentino de Quilmes - Independiente Rivadavia Mendoza 2:2 |
| 25 kwietnia 2009 | Ferro Carril Oeste - Los Andes Buenos Aires 1:1               |
| 25 kwietnia 2009 | Olimpo Bahía Blanca - CA All Boys 2:3                         |
| 26 kwietnia 2009 | CA Platense - Defensa y Justicia Buenos Aires 4:1             |
| 26 kwietnia 2009 | San Martín San Juan - Tiro Federal Rosario 0:1                |
| 27 kwietnia 2009 | Almagro Buenos Aires - Atlético Rafaela 0:3                   |
| 28 kwietnia 2009 | Talleres Córdoba - Belgrano Córdoba 0:0                       |

### Kolejka 31
| Data        | Mecz |
| ----------- | --- |
| 2 maja 2009 | Unión Santa Fe - Atlético Rafaela 0:0                                                                       |
| 2 maja 2009 | Tiro Federal Rosario - Almagro Buenos Aires 2:0                                                             |
| 2 maja 2009 | Defensa y Justicia Buenos Aires - San Martín San Juan 0:2                                                   |
| 2 maja 2009 | CA All Boys - CA Platense 2:1                                                                               |
| 2 maja 2009 | Independiente Rivadavia Mendoza - Ferro Carril Oeste 3:1                                                    |
| 2 maja 2009 | Chacarita Juniors - CA Argentino de Quilmes 2:0 mecz rozegrany został na stadionie klubu Ferro Carril Oeste |
| 2 maja 2009 | CAI Comodoro Rivadavia - Atlético Tucumán 0:4                                                               |
| 3 maja 2009 | Belgrano Córdoba - Olimpo Bahía Blanca 1:0                                                                  |
| 4 maja 2009 | Instituto Córdoba - Talleres Córdoba 1:0                                                                    |
| 4 maja 2009 | Los Andes Buenos Aires - Aldosivi Mar del Plata 1:0                                                         |

### Kolejka 32
| Data         | Mecz                                                         |
| ------------ | ------------------------------------------------------------ |
| 7 maja 2009  | Atlético Tucumán - Unión Santa Fe 1:0                        |
| 8 maja 2009  | Atlético Rafaela - Tiro Federal Rosario 1:1                  |
| 9 maja 2009  | CA Argentino de Quilmes - CAI Comodoro Rivadavia 0:0         |
| 9 maja 2009  | Ferro Carril Oeste - Chacarita Juniors 2:0                   |
| 9 maja 2009  | Olimpo Bahía Blanca - Instituto Córdoba 1:1                  |
| 9 maja 2009  | CA Platense - Belgrano Córdoba 1:0                           |
| 10 maja 2009 | Aldosivi Mar del Plata - Independiente Rivadavia Mendoza 0:0 |
| 10 maja 2009 | San Martín San Juan - CA All Boys 1:1                        |
| 10 maja 2009 | Almagro Buenos Aires - Defensa y Justicia Buenos Aires 0:0   |
| 11 maja 2009 | Talleres Córdoba - Los Andes Buenos Aires 1:2                |

### Kolejka 33
| Data         | Mecz |
| ------------ | --- |
| 14 maja 2009 | Atlético Tucumán - CA Argentino de Quilmes 1:0                                                             |
| 15 maja 2009 | Unión Santa Fe - Tiro Federal Rosario 0:0                                                                  |
| 16 maja 2009 | Defensa y Justicia Buenos Aires - Atlético Rafaela 0:1                                                     |
| 16 maja 2009 | CA All Boys - Almagro Buenos Aires 2:0                                                                     |
| 16 maja 2009 | Belgrano Córdoba - San Martín San Juan 2:0                                                                 |
| 16 maja 2009 | Los Andes Buenos Aires - Olimpo Bahía Blanca 0:1                                                           |
| 16 maja 2009 | Chacarita Juniors - Aldosivi Mar del Plata 0:1 mecz rozegrany został na stadionie klubu Ferro Carril Oeste |
| 16 maja 2009 | CAI Comodoro Rivadavia - Ferro Carril Oeste 1:2                                                            |
| 17 maja 2009 | Independiente Rivadavia Mendoza - Talleres Córdoba 1:3                                                     |
| 18 maja 2009 | Instituto Córdoba - CA Platense 1:0                                                                        |

### Kolejka 34
| Data         | Mecz                                                       |
| ------------ | ---------------------------------------------------------- |
| 21 maja 2009 | Almagro Buenos Aires - Belgrano Córdoba 2:1                |
| 23 maja 2009 | Olimpo Bahía Blanca - Independiente Rivadavia Mendoza 3:1  |
| 23 maja 2009 | Tiro Federal Rosario - Defensa y Justicia Buenos Aires 2:1 |
| 23 maja 2009 | Talleres Córdoba - Chacarita Juniors 0:0                   |
| 23 maja 2009 | Atlético Rafaela - CA All Boys 1:1                         |
| 24 maja 2009 | CA Argentino de Quilmes - Unión Santa Fe 2:2               |
| 24 maja 2009 | CA Platense - Los Andes Buenos Aires 2:1                   |
| 24 maja 2009 | San Martín San Juan - Instituto Córdoba 1:1                |
| 25 maja 2009 | Aldosivi Mar del Plata - CAI Comodoro Rivadavia 1:0        |
| 25 maja 2009 | Ferro Carril Oeste - Atlético Tucumán 0:1                  |

### Kolejka 35
| Data           | Mecz |
| -------------- | --- |
| 28 maja 2009   | Belgrano Córdoba - Atlético Rafaela 2:1                                                                 |
| 29 maja 2009   | Unión Santa Fe - Defensa y Justicia Buenos Aires 0:0                                                    |
| 30 maja 2009   | CA All Boys - Tiro Federal Rosario 2:0                                                                  |
| 30 maja 2009   | Instituto Córdoba - Almagro Buenos Aires 0:0                                                            |
| 30 maja 2009   | Los Andes Buenos Aires - San Martín San Juan 2:1                                                        |
| 30 maja 2009   | Chacarita Juniors - Olimpo Bahía Blanca 1:0 mecz rozegrany został na stadionie klubu Ferro Carril Oeste |
| 30 maja 2009   | CAI Comodoro Rivadavia - Talleres Córdoba 0:0                                                           |
| 30 maja 2009   | CA Argentino de Quilmes - Ferro Carril Oeste 1:0                                                        |
| 31 maja 2009   | Independiente Rivadavia Mendoza - CA Platense 1:2                                                       |
| 1 czerwca 2009 | Atlético Tucumán - Aldosivi Mar del Plata 1:0                                                           |

### Kolejka 36
| Data           | Mecz |
| -------------- | --- |
| 4 czerwca 2009 | Almagro Buenos Aires - Los Andes Buenos Aires 2:2                                                                     |
| 7 czerwca 2009 | Ferro Carril Oeste - Unión Santa Fe 4:1                                                                               |
| 7 czerwca 2009 | Aldosivi Mar del Plata - CA Argentino de Quilmes 0:2                                                                  |
| 7 czerwca 2009 | Talleres Córdoba - Atlético Tucumán 0:4vo mecz przerwany w 76 minucie przy stanie 1:4 - zweryfikowany na walkower 0:4 |
| 7 czerwca 2009 | Olimpo Bahía Blanca - CAI Comodoro Rivadavia 1:0                                                                      |
| 7 czerwca 2009 | San Martín San Juan - Independiente Rivadavia Mendoza 0:2                                                             |
| 7 czerwca 2009 | Atlético Rafaela - Instituto Córdoba 2:0                                                                              |
| 7 czerwca 2009 | Tiro Federal Rosario - Belgrano Córdoba 0:0                                                                           |
| 7 czerwca 2009 | Defensa y Justicia Buenos Aires - CA All Boys 1:0                                                                     |
| 8 czerwca 2009 | CA Platense - Chacarita Juniors 0:1                                                                                   |

### Kolejka 37
| Data            | Mecz                                                                                            |
| --------------- | ----------------------------------------------------------------------------------------------- |
| 13 czerwca 2009 | Belgrano Córdoba - Defensa y Justicia Buenos Aires 0:0                                          |
| 13 czerwca 2009 | Instituto Córdoba - Tiro Federal Rosario 1:2                                                    |
| 13 czerwca 2009 | Los Andes Buenos Aires - Atlético Rafaela 3:0                                                   |
| 13 czerwca 2009 | Independiente Rivadavia Mendoza - Almagro Buenos Aires 3:1                                      |
| 13 czerwca 2009 | CAI Comodoro Rivadavia - CA Platense 0:2                                                        |
| 13 czerwca 2009 | CA Argentino de Quilmes - Talleres Córdoba 1:1                                                  |
| 13 czerwca 2009 | Ferro Carril Oeste - Aldosivi Mar del Plata 3:1                                                 |
| 14 czerwca 2009 | Unión Santa Fe - CA All Boys 3:2                                                                |
| 15 czerwca 2009 | Chacarita Juniors - San Martín San Juan 1:1 mecz rozegrany został na stadionie klubu CA Huracán |
| 15 czerwca 2009 | Atlético Tucumán - Olimpo Bahía Blanca 3:1                                                      |

### Kolejka 38
| Data            | Mecz |
| --------------- | --- |
| 15 czerwca 2009 | Aldosivi Mar del Plata - Unión Santa Fe 0:3                                                              |
| 15 czerwca 2009 | Talleres Córdoba - Ferro Carril Oeste 0:2                                                                |
| 15 czerwca 2009 | Olimpo Bahía Blanca - CA Argentino de Quilmes 0:3                                                        |
| 15 czerwca 2009 | CA Platense - Atlético Tucumán 2:1                                                                       |
| 15 czerwca 2009 | San Martín San Juan - CAI Comodoro Rivadavia 2:1                                                         |
| 15 czerwca 2009 | Almagro Buenos Aires - Chacarita Juniors 0:2 mecz rozegrany został na stadionie klubu Fénix Buenos Aires |
| 15 czerwca 2009 | Atlético Rafaela - Independiente Rivadavia Mendoza 2:0                                                   |
| 15 czerwca 2009 | Tiro Federal Rosario - Los Andes Buenos Aires 0:0                                                        |
| 15 czerwca 2009 | Defensa y Justicia Buenos Aires - Instituto Córdoba 1:0                                                  |
| 15 czerwca 2009 | CA All Boys - Belgrano Córdoba 2:1                                                                       |

### Tabela końcowa Primera B Nacional 2008/09
| Poz | Klub                            | Mecze | Zw | Rem | Por | Pkt | BrZd | BrStr |
| --- | ------------------------------- | ----- | -- | --- | --- | --- | ---- | ----- |
| 1   | Atlético Tucumán                | 38    | 21 | 11  | 6   | 74  | 59   | 29    |
| 2   | Chacarita Juniors               | 38    | 20 | 12  | 6   | 72  | 58   | 30    |
| 3   | Atlético Rafaela                | 38    | 17 | 11  | 10  | 62  | 47   | 39    |
| 4   | Belgrano Córdoba                | 38    | 17 | 11  | 10  | 62  | 36   | 29    |
| 5   | Instituto Córdoba               | 38    | 17 | 8   | 13  | 59  | 50   | 43    |
| 6   | Aldosivi Mar del Plata          | 38    | 16 | 9   | 13  | 57  | 32   | 33    |
| 7   | Ferro Carril Oeste              | 38    | 15 | 7   | 16  | 52  | 52   | 48    |
| 8   | CA Argentino de Quilmes         | 38    | 13 | 12  | 13  | 51  | 39   | 41    |
| 9   | CA All Boys                     | 38    | 13 | 11  | 14  | 50  | 46   | 46    |
| 10  | Tiro Federal Rosario            | 38    | 11 | 17  | 10  | 50  | 45   | 46    |
| 11  | Independiente Rivadavia Mendoza | 38    | 13 | 11  | 14  | 50  | 46   | 48    |
| 12  | Talleres Córdoba                | 38    | 13 | 11  | 14  | 50  | 49   | 54    |
| 13  | San Martín San Juan             | 38    | 12 | 13  | 13  | 49  | 46   | 41    |
| 14  | Defensa y Justicia Buenos Aires | 38    | 11 | 16  | 11  | 49  | 47   | 47    |
| 15  | Unión Santa Fe                  | 38    | 13 | 10  | 15  | 49  | 48   | 52    |
| 16  | Los Andes Buenos Aires          | 38    | 11 | 12  | 15  | 45  | 51   | 57    |
| 17  | Olimpo Bahía Blanca             | 38    | 10 | 10  | 18  | 40  | 39   | 59    |
| 18  | CA Platense                     | 38    | 9  | 10  | 19  | 37  | 37   | 51    |
| 19  | CAI Comodoro Rivadavia          | 38    | 8  | 12  | 18  | 36  | 35   | 45    |
| 20  | Almagro Buenos Aires            | 38    | 6  | 14  | 18  | 32  | 36   | 60    |

### Klasyfikacja strzelców bramek
| Gole | Piłkarz           | Klub                    |
| ---- | ----------------- | ----------------------- |
| 20   | Luis Rodríguez    | Atlético Tucumán        |
| 18   | Luis Salmerón     | Talleres Córdoba        |
| 16   | Javier Toledo     | Chacarita Juniors       |
| 16   | Emanuel Gigliotti | CA All Boys             |
| 16   | Juan J. Morales   | CA Argentino de Quilmes |

## Mecze barażowe o awans do I ligi
| Data          | Mecz                                                                                      |
| ------------- | ----------------------------------------------------------------------------------------- |
| 8 lipca 2009  | Belgrano Córdoba - Rosario Central 0:1 Jesús Méndez 48                                    |
| 9 lipca 2009  | Atlético Rafaela - Gimnasia y Esgrima La Plata 3:0 Aldo Visconti 15, 63, 68               |
| 12 lipca 2009 | Rosario Central - Belgrano Córdoba 1:1 Emilio Zelaya 38 - Juan C. Maldonado 37            |
| 12 lipca 2009 | Gimnasia y Esgrima La Plata - Atlético Rafaela 3:0 Diego Alonso 72, Franco Niell 89, 90+1 |

Belgrano Córdoba i Gimnasia y Esgrima La Plata pozostały w drugiej lidze.

## Tabela spadkowa
O tym, które kluby drugoligowe spadną do III ligi decydował dorobek punktowy w przeliczeniu na jeden rozegrany mecz uzyskany przez kluby w ostatnich trzech sezonach.
| Poz | Klub                            | 2006/07 pkt/m | 2007/08 pkt/m | 2008/09 pkt/m | Razem pkt/mecze | Średnia |
| --- | ------------------------------- | ------------- | ------------- | ------------- | --------------- | ------- |
| 1   | Atlético Tucumán                | 0/0           | 0/0           | 74/38         | 74/38           | 1.947   |
| 2   | Chacarita Juniors               | 61/38         | 56/38         | 72/38         | 189/114         | 1.658   |
| 3   | Atlético Rafaela                | 68/38         | 53/38         | 62/38         | 183/114         | 1.605   |
| 4   | Belgrano Córdoba                | 0/0           | 56/38         | 62/38         | 118/76          | 1.553   |
| 5   | Olimpo Bahía Blanca             | 78/38         | 0/0           | 40/38         | 118/76          | 1.553   |
| 6   | San Martín San Juan             | 69/38         | 0/0           | 49/38         | 118/76          | 1.553   |
| 7   | Unión Santa Fe                  | 57/38         | 56/38         | 49/38         | 162/114         | 1.421   |
| 8   | CA Argentino de Quilmes         | 0/0           | 55/38         | 51/38         | 106/76          | 1.395   |
| 9   | Aldosivi Mar del Plata          | 45/38         | 48/38         | 57/38         | 150/114         | 1.316   |
| 10  | CA All Boys                     | 0/0           | 0/0           | 50/38         | 50/38           | 1.316   |
| 11  | Defensa y Justicia Buenos Aires | 57/38         | 43/38         | 49/38         | 149/114         | 1.307   |
| 12  | Independiente Rivadavia Mendoza | 0/0           | 47/38         | 50/38         | 97/76           | 1.276   |
| 13  | Instituto Córdoba               | 43/38         | 43/38         | 59/38         | 145/114         | 1.272   |
| 14  | Tiro Federal Rosario            | 39/38         | 54/38         | 50/38         | 143/114         | 1.254   |
| 15  | Ferro Carril Oeste              | 39/38         | 51/38         | 52/38         | 142/114         | 1.246   |
| 16  | CA Platense                     | 61/38         | 42/38         | 31/38         | 140/114         | 1.228   |
| 18  | Los Andes Buenos Aires          | 0/0           | 0/0           | 45/38         | 45/38           | 1.184   |
| 17  | CAI Comodoro Rivadavia          | 45/38         | 51/38         | 36/38         | 132/114         | 1.158   |
| 19  | Almagro Buenos Aires            | 49/38         | 43/38         | 32/38         | 124/114         | 1.088   |
| 20  | Talleres Córdoba                | 26/38         | 46/38         | 50/38         | 122/114         | 1.070   |

Do trzeciej ligi spadły bezpośrednio dwa ostatnie w tabeli kluby. Ponadto w barażach o utrzymanie się w II lidze wystąpiły dwa kluby - najsłabszy klub spośród klubów prowincjonalnych (Interior) oraz najsłabszy spośród klubów stołecznych (Metropolitano).
Bezpośrednio do drugiej ligi awansowali mistrzowie III ligi - mistrz III ligi stołecznej (Primera C Metropolitana) Sportivo Italiano Buenos Aires oraz mistrz III ligi prowincjonalnej (Torneo Argentino A) Boca Unidos Corrientes.

### Baraże o utrzymanie się w II lidze
| Data            | Mecz |
| --------------- | --- |
| 25 czerwca 2009 | Merlo Buenos Aires - Los Andes Buenos Aires 1:0 mecz rozegrany został na stadionie klubu Almagro Buenos Aires |
| 25 czerwca 2009 | Patronato Paraná - CAI Comodoro Rivadavia 0:2                                                                 |
| 30 czerwca 2009 | Los Andes Buenos Aires - Merlo Buenos Aires 0:1                                                               |
| 30 czerwca 2009 | CAI Comodoro Rivadavia - Patronato Paraná 3:1                                                                 |

Klub Los Andes Buenos Aires spadł do III ligi (Primera C Metropolitana), a na jego miejsce awansował klub Merlo Buenos Aires (zwycięzca trzecioligowego turnieju Reducido). Klub CAI Comodoro Rivadavia obronił swój drugoligowy byt.